# Portland Power 1998-1999
La stagione 1998-99 delle Portland Power fu la 3ª nella ABL per la franchigia.
Le Portland Power erano al primo posto nella Western Conference con un record di 9-4 al momento del fallimento della lega.

## Roster
| N° | Naz.                   | Ruolo | Sportivo             | Anno | Alt. | Peso |
| -- | ---------------------- | ----- | -------------------- | ---- | ---- | ---- |
|    | Stati Uniti (bandiera) | AC    | Sylvia Crawley       | 1972 | 196  | 85   |
|    | Stati Uniti (bandiera) | G     | Sonja Henning        | 1969 | 170  | 65   |
|    | Stati Uniti (bandiera) | AC    | Danielle McCulley    | 1975 | 191  | 82   |
|    | Stati Uniti (bandiera) | A     | DeLisha Milton-Jones | 1974 | 185  | 84   |
|    | Stati Uniti (bandiera) | G     | Elaine Powell        | 1975 | 173  | 68   |
|    | Stati Uniti (bandiera) | G     | Averill Roberts      | 1970 | 176  | 66   |
|    | Stati Uniti (bandiera) | G     | Shelley Sheetz       | 1975 | 167  | 59   |
|    | Stati Uniti (bandiera) | C     | Rhonda Smith         | 1973 | 191  | 84   |
|    | Stati Uniti (bandiera) | GA    | Katy Steding         | 1967 | 183  | 78   |
|    | Stati Uniti (bandiera) | G     | Debra Williams       | 1972 | 173  | 73   |
|    | Stati Uniti (bandiera) | AC    | Natalie Williams     | 1970 | 188  | 95   |

## Staff tecnico
- Allenatore: Lin Dunn